# Ununge socken
Ununge socken i Uppland ingick i Närdinghundra härad, ingår sedan 1971 i Norrtälje kommun och motsvarar från 2016 Ununge distrikt.
Socknens areal är 89,08 kvadratkilometer, varav 82,63 land. År 2000 fanns här 647 invånare.  Tätorten Skebobruk med Skebo herrgård samt sockenkyrkan Ununge kyrka ligger i socknen.  

## Administrativ historik
Socknen har medeltida ursprung. Byn Skebo tillhörde under medeltiden Edebo socken, men överfördes i slutet av 1600-talet i Ununge. Byn Skattbol hörde kameralt till Häverö socken, men överfördes sedan till Edebo socken, för att slutligen övergå till Ununge socken. Byn Björinge delades tid kameralt mellan Ununge och Edebo, men är nu helt överfört till Edebo socken.
Vid kommunreformen 1862 övergick socknens ansvar för de kyrkliga frågorna till Ununge församling och för de borgerliga frågorna till Ununge landskommun. Landskommunen inkorporerades 1952 i Häverö landskommun som 1971 uppgick i Norrtälje kommun.  Församlingen uppgick 2010 i Edsbro-Ununge församling.
1 januari 2016 inrättades distriktet Ununge, med samma omfattning som församlingen hade 1999/2000.  
Socknen har tillhört län, fögderier, tingslag och domsagor enligt vad som beskrivs i artikeln Närdinghundra härad. De indelta soldaterna tillhörde Livregementets dragonkår, Roslags skvadron. De indelta båtsmännen tillhörde Norra Roslags 2:a båtsmanskompani.

## Geografi
Ununge socken ligger nordväst om Norrtälje med sjön Närdingen i öster och kring Skeboån. Socknen är en svagt kuperad skogsbygd med odlingsmark vid sjön och vattendragen. 
Sockenområdet genomkorsas av riksväg 76.

## Fornlämningar
Från bronsåldern finns spridda gravrösen och skärvstenshögar. Från järnåldern finns 17 gravfält och en fornborg. En runsten har påträffats.

## Namnet
Namnet skrevs 1287 Hunungahæred. Efterleden är härad, 'bygd'. Förleden är inbyggarbeteckningen honungar som innehåller hun, 'klumpliknande berg eller höjd' syftande på de många kullarna vid kyrkan.